# Ferrovia Glounthaune-Cobh
La ferrovia Glounthaune-Cobh è una linea ferroviaria irlandese che collega la cittadina di Glounthane a quella di Cobh, entrambe nella contea di Cork.
L'esercizio della linea è affidato alla Iarnród Éireann (IÉ)

## Storia
La linea fu costruita dalla Cork & Youghal Railway (C&YR) che già eserciva la linea Cork-Youghal. Su quest'ultima linea fu istituita una nuova località di servizio, denominata Queenstown Junction, nei pressi del villaggio di Glounthaune dalla quale si diramava la nuova linea linea diretta a Cobh.
La ferrovia fu aperta all'esercizio il 3 marzo 1862. Seguì le vicissitudine delle linee della C&YR, finendo sotto la gestione della Great Southern and Western Railway (GS&WR), tra il 1866 e il 1924, della Great Southern Railways (GSR), tra il 1925 e il 1944, e della Córas Iompair Éireann (CIÉ), tra il 1945 e il 1986.

## Caratteristiche
La linea è una ferrovia a doppio binario. Lo scartamento adottato è quello standard irlandese da 1600 mm.
La ferrovia non è elettrificata, per cui sono impiegati treni a trazione Diesel.

### Percorso
| Continuation backward |

| Station on track |

|  | Unknown route-map component "ABZgl" | Unknown route-map component "CONTfq" |

| Small bridge over water |

| Stop on track |

| Small bridge over water |

| Stop on track |

| Stop on track |

| End stop |

## Traffico
La linea è impiegata dai treni della relazione Cork Kent – Cobh del servizio ferroviario suburbano di Cork con corse cadenzate a frequenza oraria per entrambe le direzioni.